# Eduardo Millares Sall
Eduardo Millares Sall (Las Palmas de Gran Canaria, 21 de junio de 1924-8 de octubre de 1992) fue un artista multidisciplinar español que destacó en el campo del humorismo gráfico, dentro y fuera del contexto isleño, contribuyendo a difundir en la España del franquismo y de los inicios de la democracia otras formas de expresión artísticas, impregnadas del irónico sentido del humor isleño.

## Biografía
Nació en 1924 en Las Palmas de Gran Canaria. Hijo de Dolores Sall Bravo de Laguna y del escritor e ilustrador Juan Millares Carló, profesor de Segunda Enseñanza del Instituto Pérez Galdós. Eduardo fue el quinto hijo del matrimonio tras Agustín (nacido en 1917), Juan Luis (1919), José María (1921) y Sixto (1922). Después le siguieron su hermano Manolo (1926), sus hermanas María del Carmen -Jane- (1928), Dolores -Yeya- (1934) y Luis - Totoyo- (1935).
Firmó sus primeros dibujos con su propio nombre, o tan sólo con la primera inicial del mismo "E.", e incluso como "E. Millares", para más adelante firmar con el apellido materno, "Sall", y años más tarde, hacerlo con "Cho" o "Cho-Juaá".
En 1944, presentó su primera exposición de caricaturas en el Club P.A.L.A. de Las Palmas,  a la que le siguieron muchas más, y no sólo de caricaturas (ver apartado Exposiciones), a lo largo de su vida, tanto dentro como fuera de las Islas Canarias.

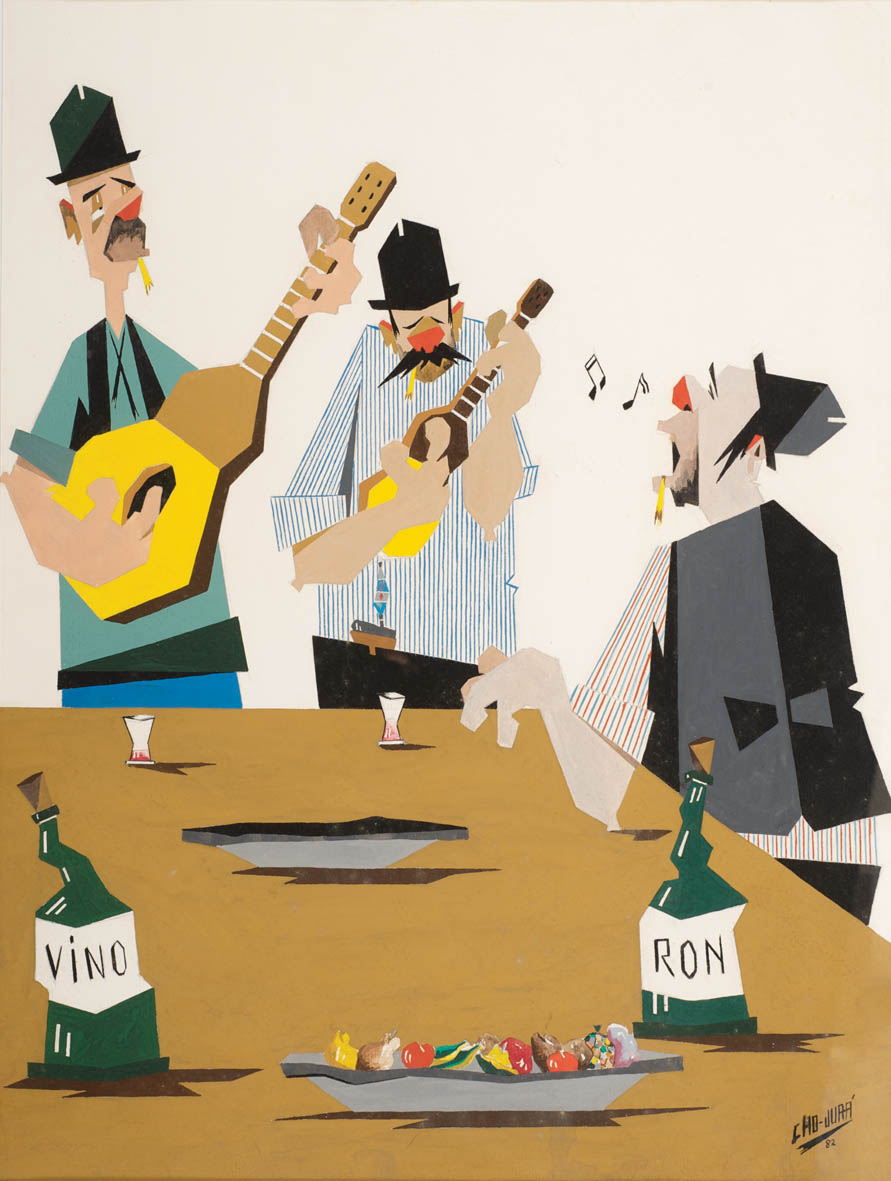
Sin Título. Gouache sobre papel

En 1953, comenzó su relación con el periódico Diario de Las Palmas con su viñeta diaria "Humor Isleño". Colaboración que se mantuvo durante 34 años, hasta 1986, siendo esta la más importante de todas, entre las que también cabe destacar la breve etapa de "Golpitos Deportivos" en el mismo Diario de Las Palmas (con viñetas de humor bajo el pseudónimo de "Orsai"), las del semanario Sansofé (donde firmaría como "Ajoto", a efectos de gobernación, suponemos), Faicán, Canarias 80, o Roque Nublo (con "Humor y Deporte").
Junto con Manolo Padrón Noble, Rafael Bethencourt (Rafaely) y los tinerfeños Paco Martínez y Harry Beuster constituyeron a mediados de la década de 1950 la Agrupación Vanguardista Canaria de Caricaturistas Personales que llevó el humor gráfico isleño fuera de Canarias, a los Salones del Humor que se celebraban en el Círculo de Bellas Artes de Madrid.
Durante los años 60 y 70, colaboró con varias revistas como la grancanaria en lengua sueca Canaria Revy  o The Canary Islands Sun en lengua inglesa. Igualmente ilustró y escribió algunos libros entre los que merecen especial mención Los cuentos famosos de Pepe Monagas de Pancho Guerra, dentro de los primeros y los dos Humor isleño (1961 y 1969), de los escritos por él, con prólogos de Pepe Alemán y Pedro Lezcano. 1965 fue un año importante para él, cuando falleció su padre, entró en producción una de sus barajas, la primera "Baraja Canaria" en Heraclio Fournier – Vitoria- y además recibió el premio Bayfo de Oro 1965, de manos de la Agrupación de Caricaturistas de Gran Canaria.
En 1968, Millares puso en marcha (después de una primera etapa en 1942-1943)  el único semanario de humor permitido durante la dictadura en Canarias, llamado "El Conduto", y que duró hasta mayo de 1980.

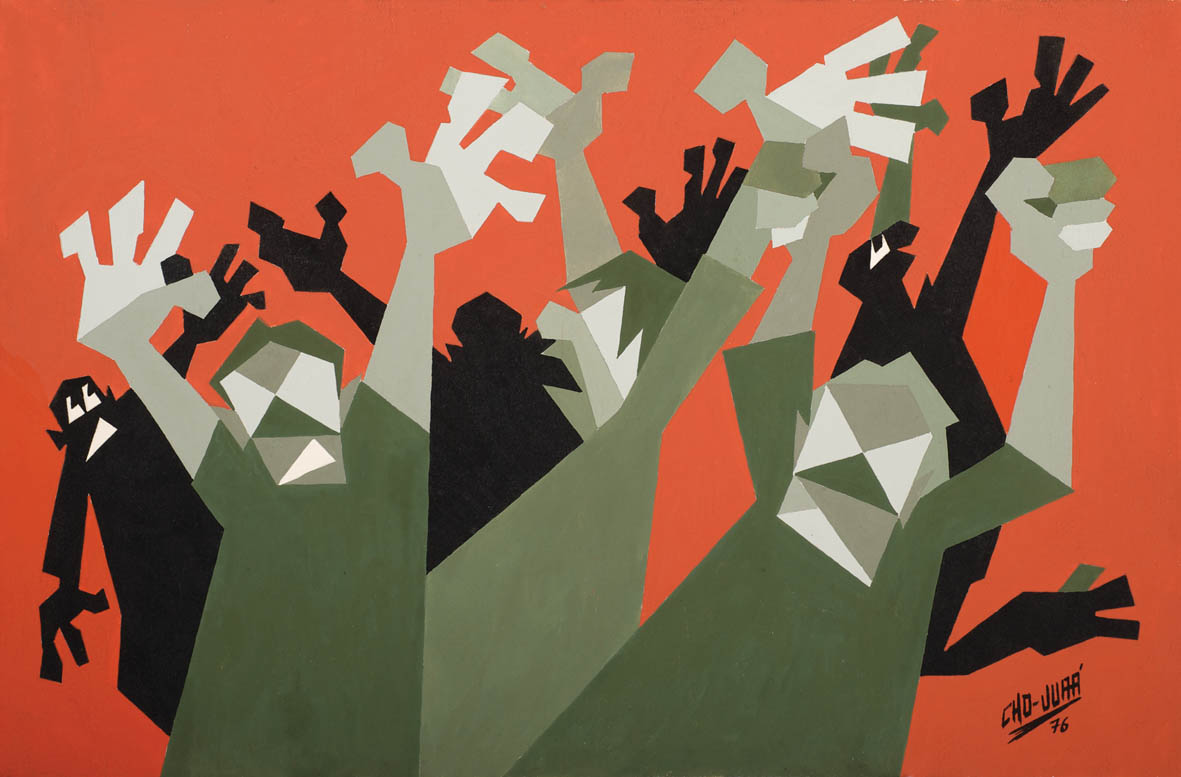
Sin Título. Gouache sobre papel

Su obra forma parte también de exposiciones internacionales organizadas por la Agrupación Vanguardista Hispana de Caricaturistas Personales de Luis Lasa, (en la que ingresó en 1957) viajando a Manila, en Filipinas, Tokio y San Francisco, en los Estados Unidos a lo largo de 1962.
Ya en 1969, se inició su relación con el grupo "Los gofiones". En 1979, participó en el Primer Encuentro de Humoristas Gráficos celebrado en Granada, con diversos dibujantes como Mingote, Forges, Pep Roig, Máximo, MartinMorales, Mena, OPS, Julio Cebrián, Pablo, o Cesc.
A lo largo de los años 80, siguió trabajando en nuevos proyectos y exposiciones. En 1987 Destilerías Arehucas produjo su segunda Baraja Canaria.
Ya en 1989 los problemas de salud comenzaron a hacerse cada vez más presentes. La muerte de su esposa, Otilia Ley Arocena, en septiembre de 1990, lo precipitó todo, falleciendo Eduardo apenas dos años después.
El 16 de marzo de 2013, en su ciudad natal, fue nombrado, a título póstumo, "hijo predilecto de Gran Canaria". Así mismo, el 22 de junio de 2013, le fue otorgado el título honorífico de "hijo predilecto de la ciudad de Las Palmas de Gran Canaria".

## Exposiciones
1944
Exposiciones individuales

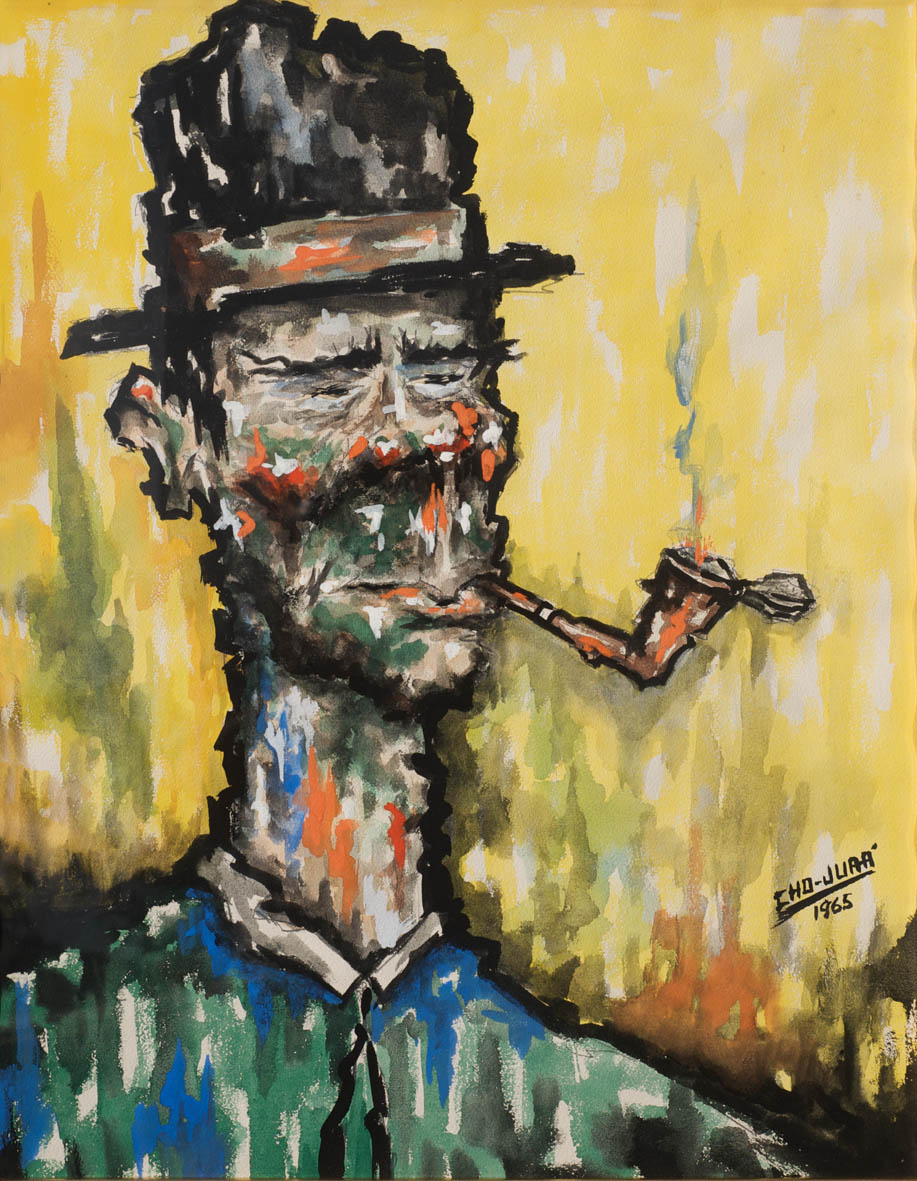
Sin Título. Gouache sobre papel

- Su primera exposición de caricaturas bajo el título Caricaturas Personales, Club P.A.L.A., Las Palmas de Gran Canaria.

Exposiciones colectivas
- Exposición Provincial de Bellas Artes, Gabinete Literario, Las Palmas de Gran Canaria.
- I Exposición de Humoristas Canarios, Club P.A.L.A., Las Palmas de Gran Canaria.

1946
Exposiciones individuales
- Caricaturas Personales, Club P.A.L.A., Las Palmas de Gran Canaria.
- Isas y Folías ilustradas. Exposición Humorística, Círculo Mercantil, Las Palmas de Gran Canaria.

Exposiciones colectivas
- Exposición Regional de Bellas Artes, Gabinete Literario, Las Palmas de Gran Canaria.

1947
Exposiciones colectivas
- Exposición de Dibujo: Ángel Johán, Eduardo Millares, Manuel Millares, Círculo Mercantil, Las Palmas de Gran Canaria.
- Exposición de óleo, escultura y acuarela, Club P.A.L.A., Las Palmas de Gran Canaria.

1948
Exposiciones individuales
- Exposición humorística (quince caricaturas y seis dibujos), Museo Canario, Las Palmas de Gran Canaria.

Exposiciones colectivas
- Exposición del Libro del Siglo XVII ilustrada por los artistas Eduardo Millares Sall, Manuel Millares Sall y Vinicio Marcos Trujillo, Museo Canario, Las Palmas de Gran Canaria.

1954
Exposiciones colectivas

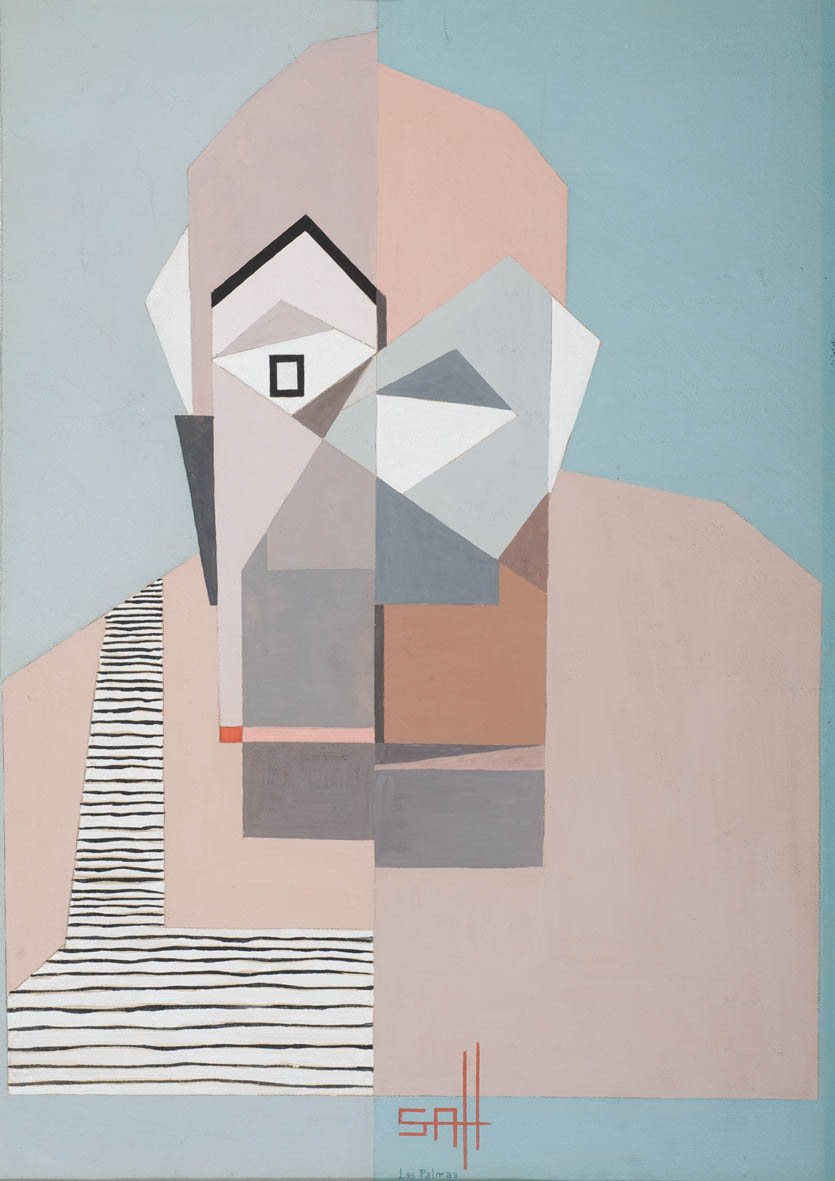
Caricatura de Pablo Picasso. Gouache sobre papel

- I Exposición Provincial de Arte, Ayuntamiento de Arrecife, Lanzarote.

1957
Exposiciones colectivas
- Salón XXXVIII de Humoristas, Círculo de Bellas Artes, Madrid.
- II Exposición de Caricaturas, Círculo de Amistad XII de enero, Santa Cruz de Tenerife.
- Exposición de la Agrupación Vanguardista Hispana de Caricaturistas Personales, Museo Canario, Las Palmas de Gran Canaria.
- Exposición de Caricaturas, Arrecife, Lanzarote.
- Homenaje a Manolete, Andalucía Club, Madrid.
- Homenaje a J. R. Jiménez, Andalucía Club, Madrid.

1958
Exposiciones individuales
- Exposición de Caricaturas y Dibujos, Ayuntamiento de Arrecife, Lanzarote.

Exposiciones colectivas
- III Exposición de Caricaturas Personales, Círculo de Amistad XII de enero, Santa Cruz de Tenerife.
- Exposición de la Agrupación Vanguardista de Caricatura Española, Instituto de Estudios Hispánicos, Puerto de la Cruz, Tenerife.

1959
Exposiciones colectivas
- Exposición, Círculo de Amistad XII de enero, Santa Cruz de Tenerife.

1960
Exposiciones colectivas
- Exposición, Círculo de Amistad XII de enero, Santa Cruz de Tenerife.

1961
Exposiciones colectivas

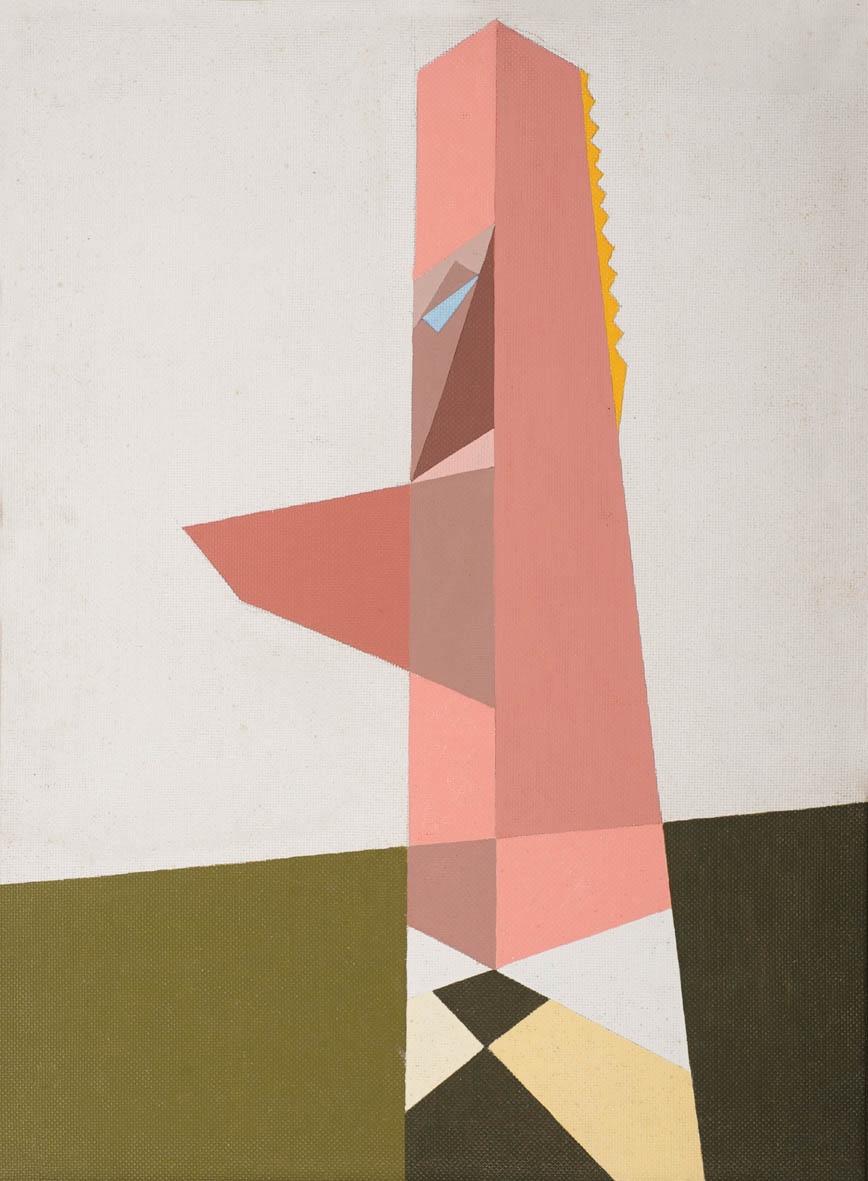
Caricatura de Juan Carlos I, Rey de España. Gouache sobre táblex

- I Exposición Internacional Homenaje a Picasso, Círculo de Amistad XII de enero, Santa Cruz de Tenerife.

1962
Exposiciones individuales
- Exposición de Cho-Juaá. Personajes de la tierra canaria, Gabinete Literario, Las Palmas de Gran Canaria.

Exposiciones colectivas
- I Exposición Internacional de Caricaturas Personales en Homenaje a Pablo Picasso, Madrid.
- Exposición de Caricaturas Personales, Círculo de Amistad XII de enero, Santa Cruz de Tenerife.
- Exposición de Caricaturas de la Agrupación Hispana de caricaturistas Personales, Universidad de Santo Tomás de Aquino, Manila, Filipinas. La muestra fue comisariada por Luis Lasa, ex-agregado cultural de la Embajada de Filipinas en España y Presidente de la Agrupación, y viajó luego a Tokio, en Japón y a San Francisco, en Estados Unidos.

1963
Exposiciones colectivas
- Exposición de Caricaturas de la Agrupación Hispana de Caricaturistas Personales, Galería Wiott, Las Palmas de Gran Canaria.
- Exposición Internacional Homenaje a Picasso, Sala Jaimes, Barcelona.
- Exposición de Caricaturas de la Agrupación Vanguardista Hispana de Caricaturistas Personales, Círculo de Amistad XII de enero, Santa Cruz de Tenerife.

1964
Exposiciones colectivas
- Exposición de la Agrupación Vanguardista Hispana de Caricaturistas Personales, Museo Canario, Las Palmas de Gran Canaria.
- XLV Salón de Humoristas, Círculo de Bellas Artes, Madrid.
- Homenaje a Bonnín, Círculo de Amistad XII de enero, Santa Cruz de Tenerife.
- Exposición de Caricaturas de la Agrupación Vanguardista Hispana de Caricaturistas Personales, Málaga.

1965
Exposiciones colectivas
- Exposición. Círculo de Amistad XII de enero, Santa Cruz de Tenerife.
- Agrupación Vanguardista Hispana de Caricaturistas Personales. Agrupación de Caricaturistas de Gran Canaria, Gabinete Literario, Las Palmas de Gran Canaria.

1966
Exposiciones colectivas
- Exposición de la Agrupación Vanguardista Hispana de Caricaturistas Personales, Instituto de Cultura Hispánica, Madrid.Caricatura de Jimmy Carter. Técnica mixta sobre papel

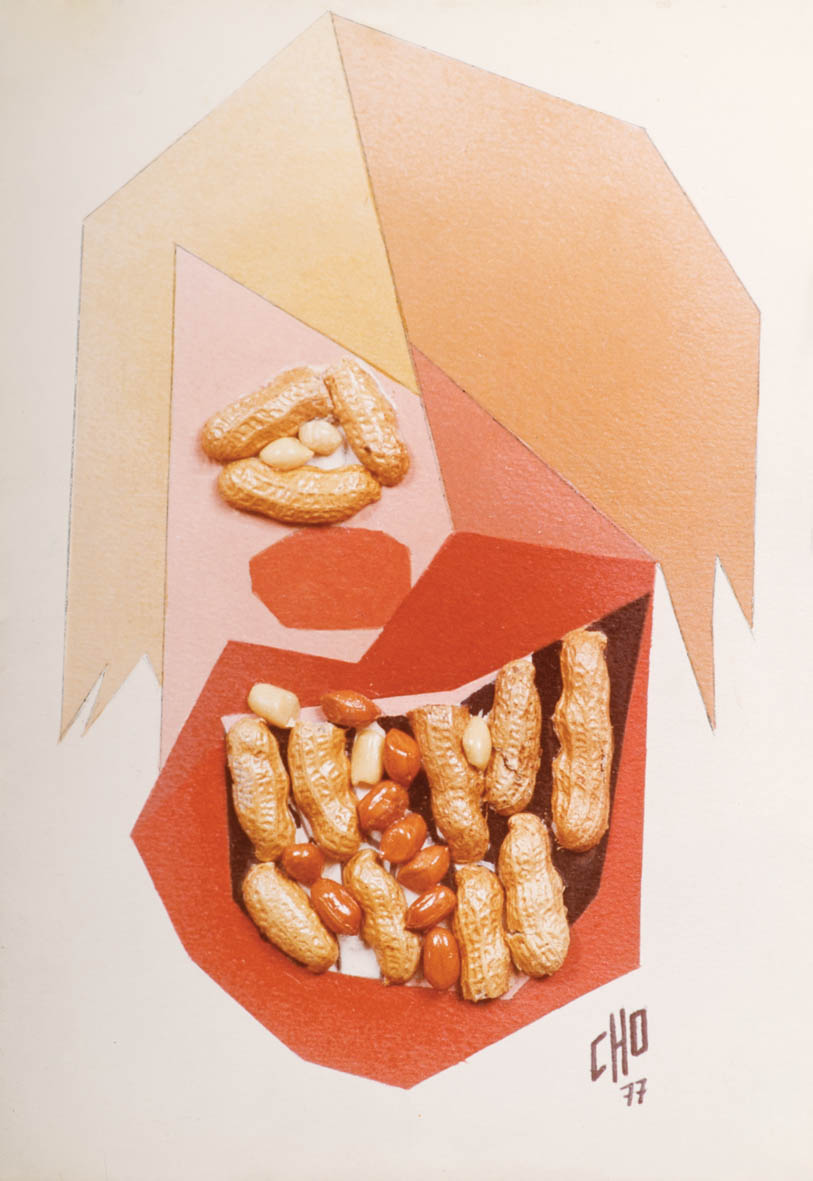
Caricatura de Jimmy Carter. Técnica mixta sobre papel

- I Salón Humorista de Canarias, Museo Canario, Las Palmas de Gran Canaria.

1968
Exposiciones individuales
- Cho-Juaá. Mataperro del humor, Sala de Arte El Cenobio, Las Palmas de Gran Canaria.
- Exposición de Cho-Juaá, Círculo de Amistad XII de enero, Santa Cruz de Tenerife.
- Exposición de Cho-Juaá, Hotel Los Fariones, Arrecife, Lanzarote.

Exposiciones colectivas
- Exposición de Caricaturas Bayfo de Oro 1968, Sala de arte El Cenobio, Las Palmas de Gran Canaria.

1971
Exposiciones colectivas
- Exposición de Caricaturistas Canarios, Casa de Colón, Las Palmas de Gran Canaria.

1972
Exposiciones individuales

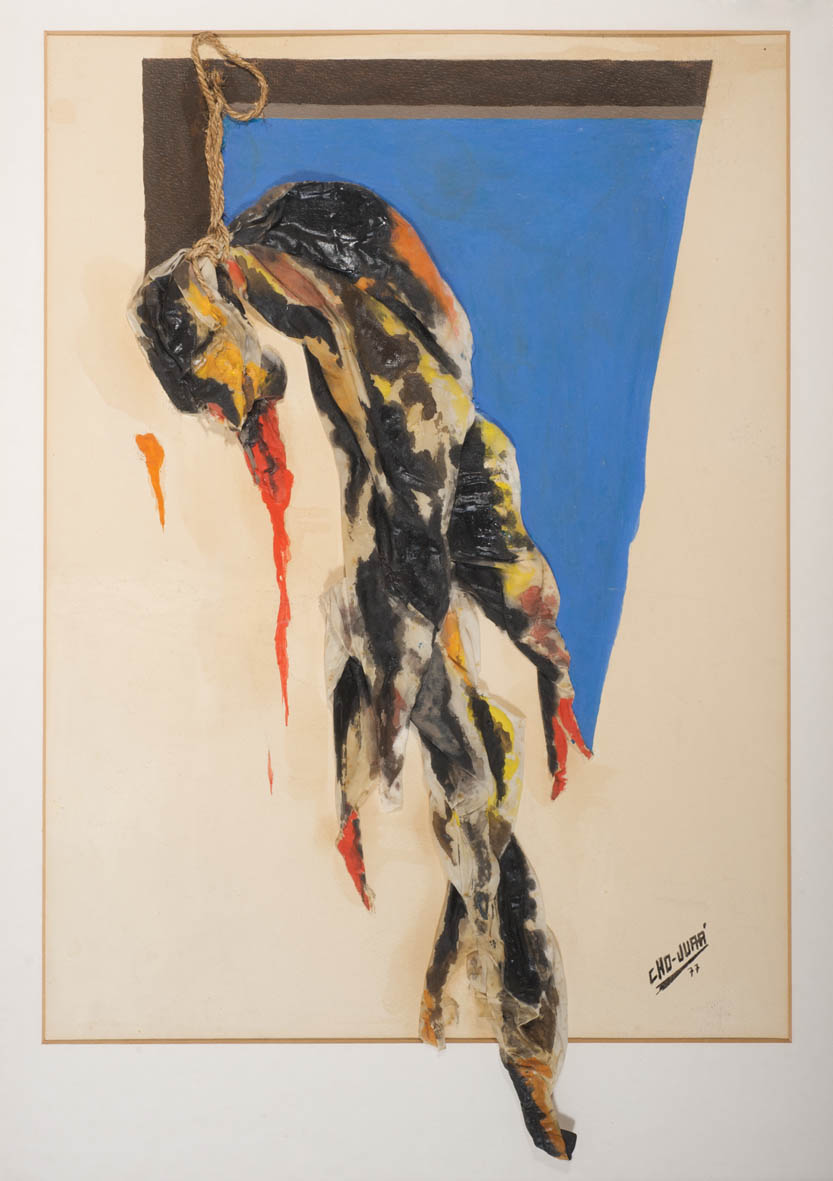
Sin Título. Técnica mixta sobre papel

- Exposición de fotografías y dibujos, Real Club Náutico de Las Palmas de Gran Canaria.
- Cho-Juaá, Hotel Oasis, Maspalomas.

1974
Exposiciones individuales
- Chojuaaniadas, Círculo Mercantil, Las Palmas de Gran Canaria.

Exposiciones colectivas
- Exposición de Pintura, Gabinete Literario, Las Palmas de Gran Canaria.

1975
Exposiciones individuales
- Cho.Chojuaá.Chojuaaniadas, Círculo Mercantil, Las Palmas de Gran Canaria.

Exposiciones colectivas
- Exposición de Humor, Colegio Mayor San Agustín, La Laguna, Tenerife.

1976
Exposiciones individuales

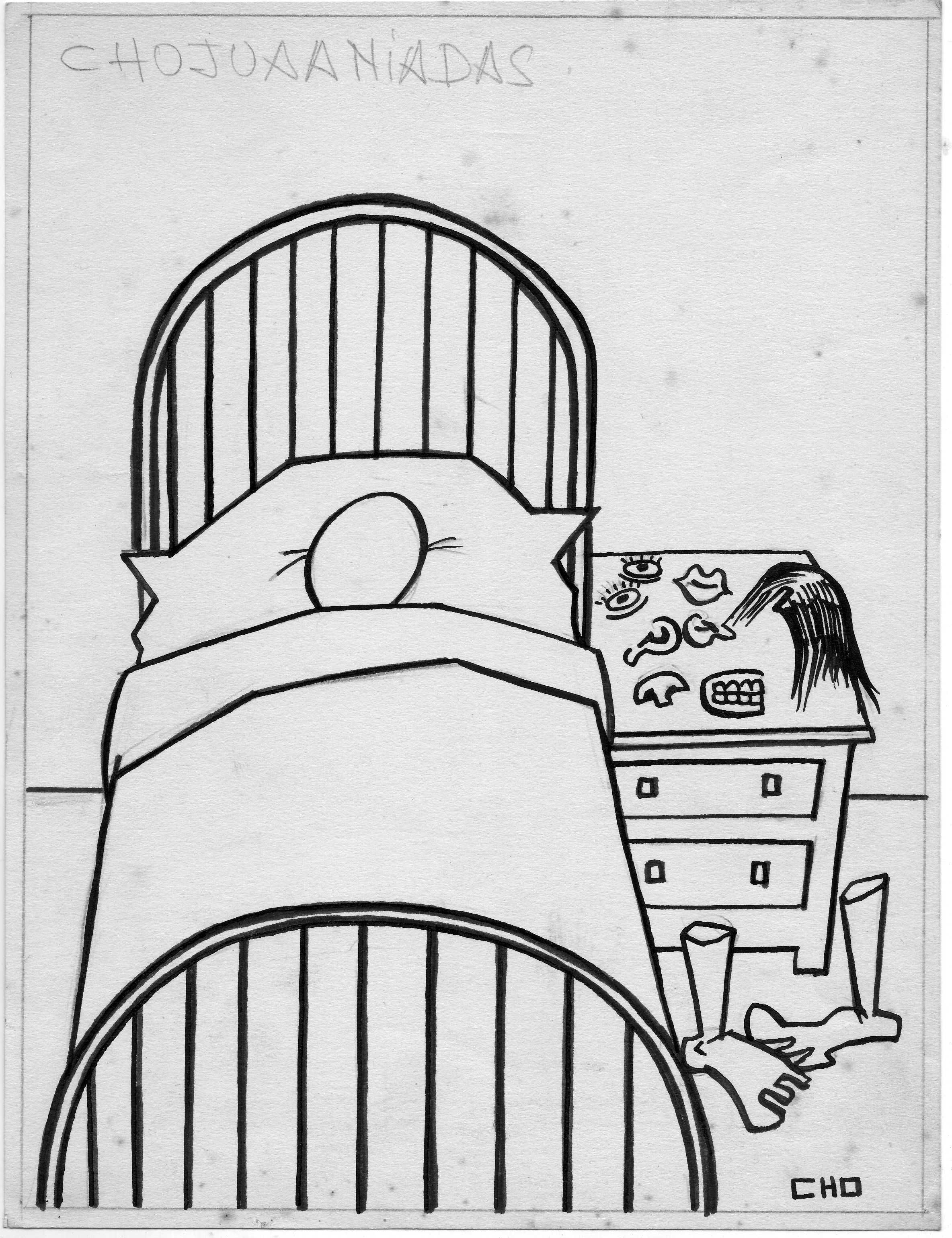
Viñeta

- Chojuaá. Exposición Antológica, Círculo Mercantil, Las Palmas de Gran Canaria.
- Exposición de Cho-Juaá, Supermercado Cruz Mayor, Las Palmas de Gran Canaria.
- Can-Art. Exposición de gouaches, Hogar Canario-Venezolano, Caracas, Venezuela.

Exposiciones colectivas
- Salón Internacional del Humorismo, Bordighera, Italia.
- XIII Salón Internacional de la Caricatura, Montreal, Canadá.

1977
Exposiciones colectivas
- XIV Salón Internacional de la Caricatura, Montreal, Canadá.

1978
Exposiciones individuales
- Cho-Juaá, Sala de Arte y Cultura, Caja de Ahorros y Monte de Piedad de La Laguna, Tenerife.
- Cho-Juaá, Sala de Arte y Cultura 2, Caja de Ahorros y Monte de Piedad del Puerto de la Cruz, Tenerife.
- Cho-Juaá, Sala Cairasco, Caja Insular de Ahorros de Gran Canaria.

Exposiciones colectivas
- XV Salón Internacional de la Caricatura, Montreal, Canadá.

1979
Exposiciones individuales

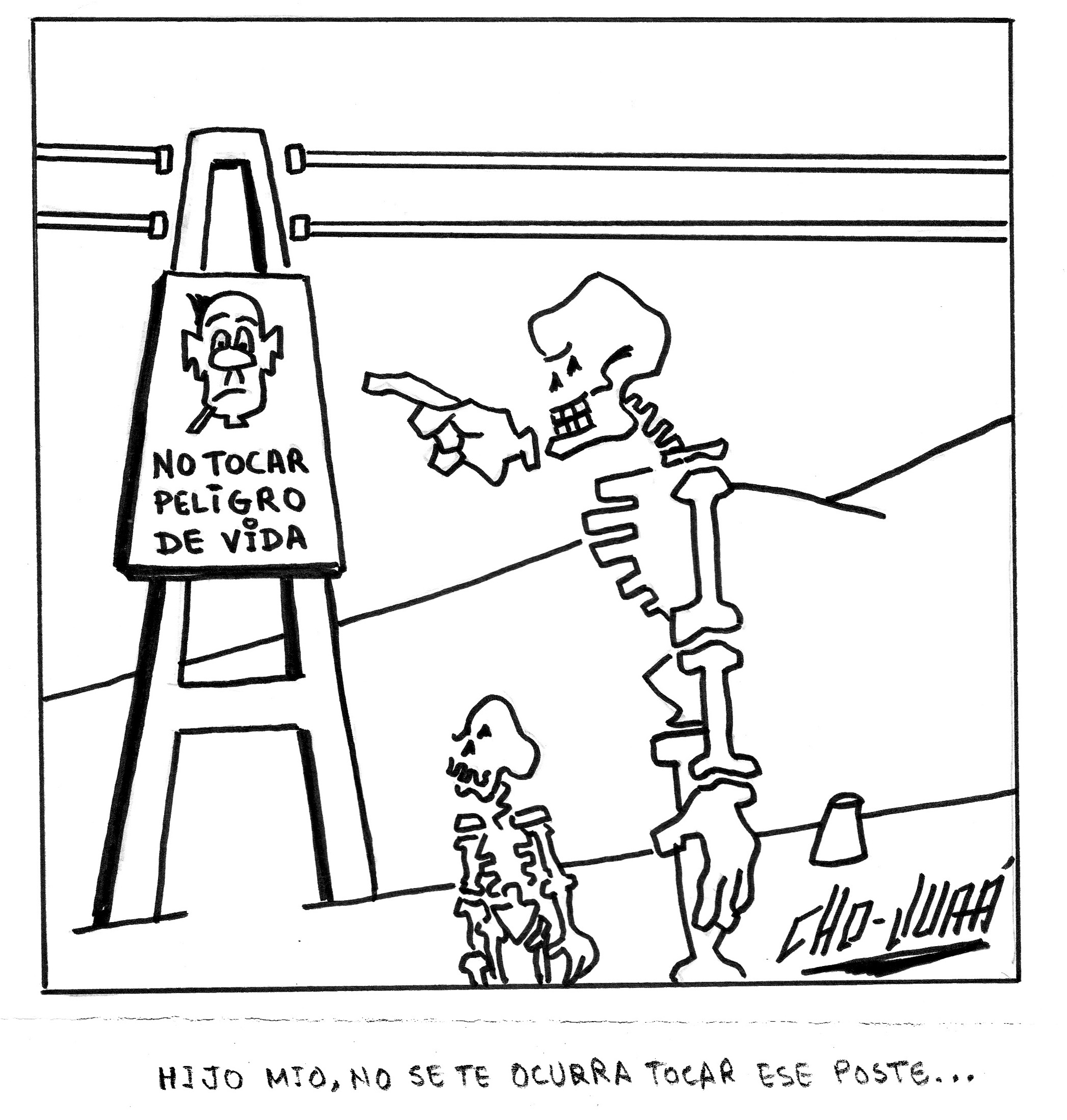
Viñeta

- Exposición de dibujos, "Club de Leones", Las Palmas de Gran Canaria.
- Cho-Juaá, Círculo Mercantil, Las Palmas de

Gran Canaria.
Exposiciones colectivas
- Primeros Encuentros de Humoristas Gráficos, Sala de Exposiciones del Palacio de la Madraza, Granada.
- XVI Salón Internacional de la Caricatura, Montreal, Canadá.

1980
Exposiciones individuales
- Cho-Juaá y otros personajes, Círculo Mercantil, Las Palmas de Gran Canaria.

Exposiciones colectivas
- Grupo Hispano, Gabinete Literario, Las Palmas de Gran Canaria.

1981
Exposiciones individuales
- Cho-Juaá, El Campesino, Arrecife, Lanzarote.
- Cho-Juaá, Casa Cho-Juaá, Las Palmas de Gran Canaria.

Exposiciones colectivas
- Exposición Antológica de Caricaturas Personales de Vanguardia. Homenaje Póstumo a Poli Niebla y Clavijo, Museo Municipal de Bellas Artes, Santa Cruz de Tenerife.
- XVIII Salón Internacional de la Caricatura, Montreal, Canadá.

1982
Exposiciones individuales

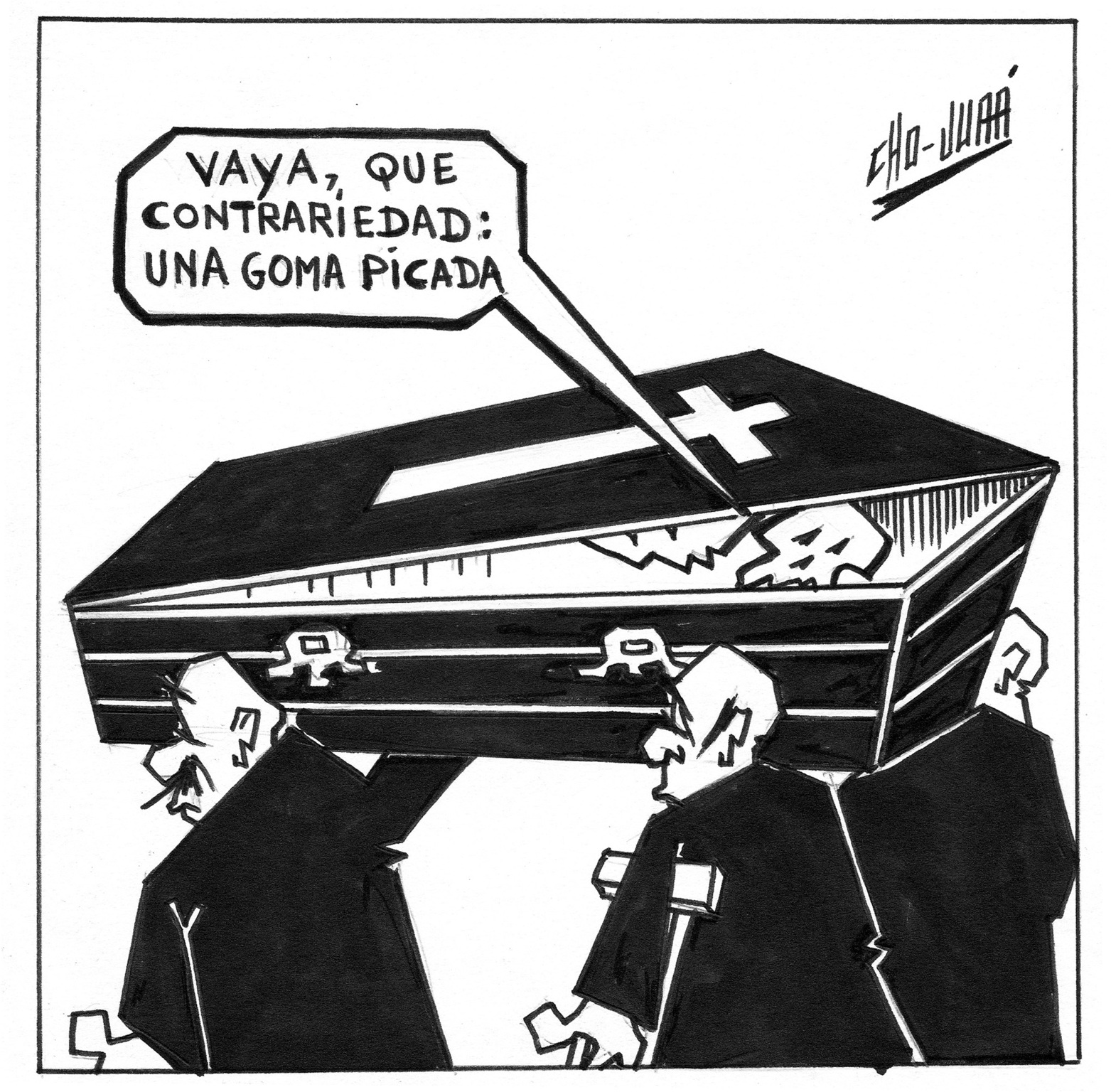
Viñeta

- Cho-Juaá, Real Club Náutico, Las Palmas de Gran Canaria.

Exposiciones colectivas
- Muestra de la Casa Cho-Juaá, Hogar Canario, Barcelona.
- María Acoval y Eduardo Millares Sall "Cho-Juaá ", Gabinete Literario, Las Palmas de Gran Canaria.

1983
Exposiciones colectivas
- XX Salón Internacional de la Caricatura, Montreal, Canadá.
- V Semana Canaria, Centro de Enseñanzas Integradas, Las Palmas de Gran Canaria.

1984
Exposiciones colectivas
- XXI Salón Internacional de la Caricatura, Montreal, Canadá.
- Semana de Solidaridad con Uruguay. Subasta de Arte contra la Dictadura Uruguaya, Las Palmas de Gran Canaria.
- VI Semana Canaria, Centro de Enseñanzas Integradas, Las Palmas de Gran Canaria.

1988
Exposiciones colectivas
- Exposición Benéfica, Real Club Náutico, Las Palmas de Gran Canaria.

1996
Exposiciones individuales
- Exposición Antológica e inauguración de la Sala de Exposiciones Eduardo Millares Sall, Círculo Mercantil, Las Palmas de Gran Canaria.

2011-2012
Exposiciones Individuales
- Exposición Eduardo Millares Sall. Más allá de Cho-Juaá, Centro de Iniciativas de la Caja de Canarias (CICCA), Las Palmas de Gran Canaria

2013
Exposiciones Colectivas
- Exposición Domingo Rivero y el arte de la caricatura, Museo Poeta Domingo Rivero, Las Palmas de Gran Canaria[25]
- Exposición Construcciones de Eva, Galería de Arte de la Universidad de Las Palmas de Gran Canaria, Las Palmas de Gran Canaria[26][27]